# Алье
Алье́ (фр. Allier, окс. Alèir) — департамент на юге центральной области Франции, один из департаментов региона Овернь — Рона — Альпы. Порядковый номер 3. Административный центр — Мулен. Население — 353 124 человека (69-е место среди департаментов, данные 2010 года).

## Происхождение названия
Департамент получил своё название по имени одной из рек, Алье, протекающей по его территории.

## География
Департамент Алье входит в состав региона Овернь и граничит с департаментами Шер, Ньевр, Сона и Луара, Луара, Пюи-де-Дом и Крёз. Площадь территории — 7340 км².
На территории департамента расположены три бальнеологических курорта: Бурбон-л’Аршамбо, Нери-ле-Бен и Виши.

### Гидрография
По территории департамента протекают следующие реки. На западе — Шер, в центре — Алье и её приток Сиуль, на востоке — Луара и её приток Бебр.

## Административно-территориальное деление
Департамент включает 3 округа, 19 кантонов и 317 коммун.

## История
История департамента в большей своей части является историей герцогства Бурбон, поскольку территория департамента соответствует территории прежнего герцогства.
Департамент как таковой является одним из 83 департаментов, образованных 4 марта 1790 года в эпоху французской революции во исполнение закона от 22 декабря 1789 года, на большей части территории прежней провинции Бурбонне.
В 1940 году коллаборационистское правительство маршала Петена размещалось в городе Виши, который с этого времени получил статус супрефектуры.

## Экономика
Наиболее выраженно в департаменте представлены следующие отрасли народного хозяйства — продовольственный сектор, лесная промышленность и мебельное производство, химическая отрасль, металлургия и металлообработка, каучук, машиностроение и электротехника, и, конечно же, бальнеология.

## Туризм
Отмеченный наследием герцогов де Бурбон, департамент Алье является страной рек, лесных рощ и невысоких гор. Красочные «бурбонские рощи», извилины Сиуль или лес Тронсе, все эти места приспособлены для природного туризма. Термальные курорты, к примеру, международный курорт Виши, считаются одним из главных секторов туристической активности в департаменте.
Бережно сохранённая природа укрывает множество старинных шато (свыше 500), церквей романского периода и красивых жилищ, многие из которых унаследованы со времён Бурбонов. Региональные гастрономические особенности отражают богатую историю провинции и высокое качество продуктов питания: картофельный пирог, шарольская говядина, вина Сен-Пурсен (AOC) (фр. Saint-Pourçain), горчица из Шарру, а также восьмиугольные пастилки Виши.
Река Алье является одним из немногих водоёмов Южной Европы, где в естественной среде обитает хариус (Thymallus thymallus), двусмысленно называемый во Франции ombre des rivières. Эта рыба очень высоко ценится в гастрономии Франции за свою тонкую и деликатную текстуру.
Среди достойных посещения достопримечательностей необходимо упомянуть:
- Памятники: Шато Лапалис (фр. Château de La Palice), имеющий знаменитые кессонированные потолки эпохи Ренессанса, и замок Бурбон-л’Аршамбо, являющийся «колыбелью» Бурбонов.
- Церкви и аббатства: Муленский кафедральный собор с триптихом «Богоматерь во Славе», приорская церковь Сен-Пьер в Сувиньи, и бенедиктинское аббатство Сен-Венсан в коммуне Шантель, которое по понятным соображениям издавна называют «Сен-Дени Бурбонов».
- Музеи: Национальный центр сценического костюма, в Мулене и Дом Мантена, простоявший запертым сто лет.
- Развивающие места: Парк аттракционов и зоопарк Le PAL в коммуне Домпьер-сюр-Бебр, Paléopolis в коммуне Ганна, задуманные для постижения естественных наук и наук о земле через призму палеонтологии.

Три примечательных города: административный центр департамента Мулен со своим богатым историческим наследием XV века, средневековый Монлюсон, над которым возвышается замок герцогов Бурбонских, и известный курорт Виши.